# NGC 3986
NGC 3986 este o liner situată în constelația Ursa Mare. A fost descoperită în 29 aprilie 1827 de către Heinrich Louis d'Arrest. Se află la o distanță de 50,86 de megaparseci de Pământ.